# Bermudas nos Jogos Olímpicos de Verão de 1968
Bermudas participou dos Jogos Olímpicos de Verão de 1968 na Cidade do México, México.

## Resultados por Atleta

### Atletismo
400m masculino
- Anthony Harper — Eliminatórias: 49.1 s (não avançou)

1.500m masculino
- Jeffrey Payne — Eliminatórias: 4:18.9 s (não avançou)

### Vela
Classe Dragon
- Kirkland Cooper, Eugene 'Penny' Simmons, e Richard Belvin — 100.0 pontos (→ 13º lugar)

Classe Finn
- Jay Hooper — 167.0 pontis (→ 24º lugar)